# Рудольф Ісмайр
Рудольф Ісмайр (нім. Rudolf Ismayr, 14 жовтня 1908 — 9 травня 1998) — німецький важкоатлет.
Олімпійський чемпіон 1932 року в категорії до 75 кг, срібний призер 1936 року в категорії до 75 кг.
Срібний призер Чемпіонату світу 1938 року в категорії до 75 кг.